# Danone

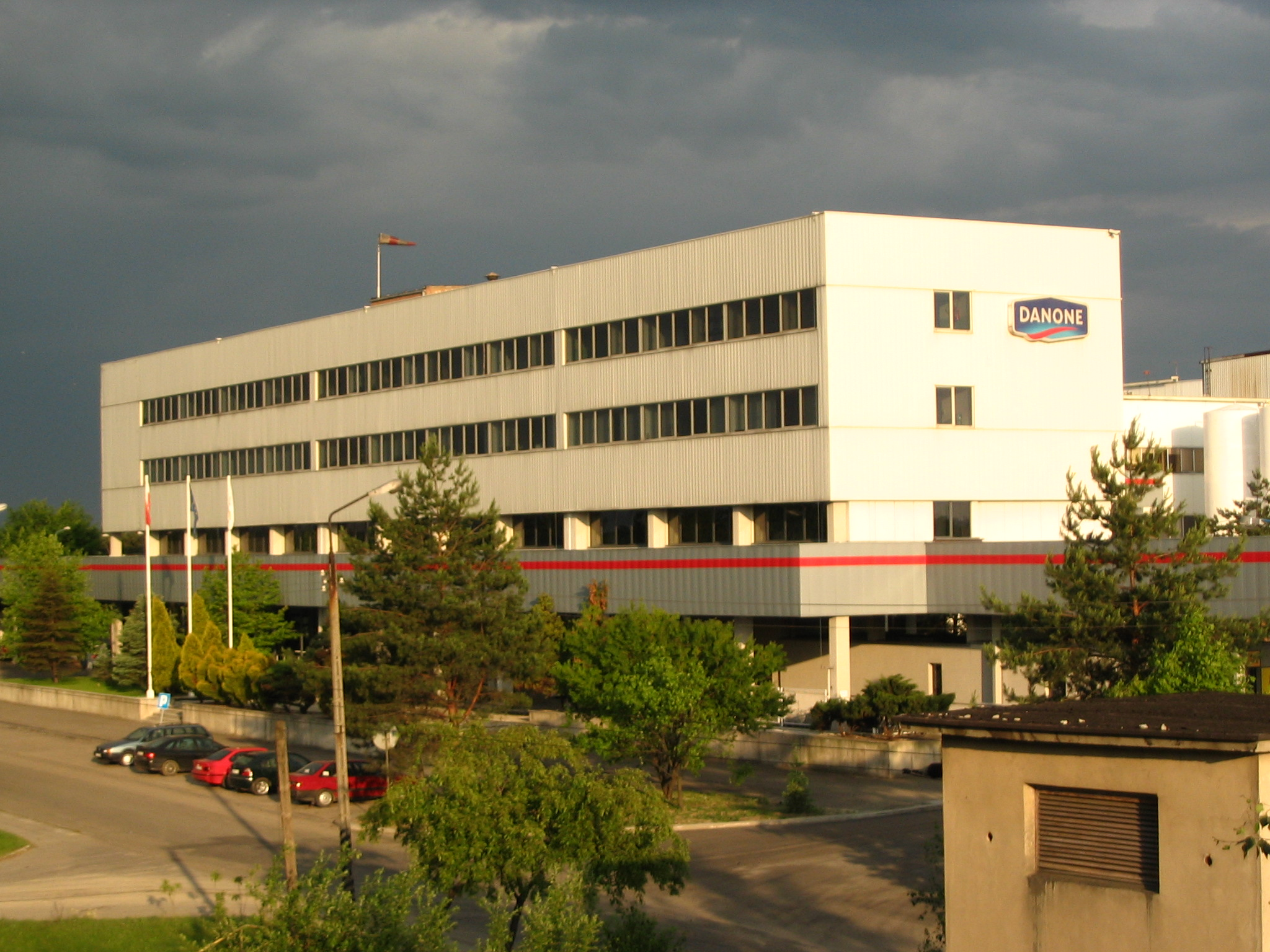
Фабрика Danone в городе Берунь (Польша)

Danone, «Дано́н» — французская продовольственная компания, производитель молочных продуктов и других продуктов питания.

## История
Компания была основана в 1919 году фармацевтом Исааком Карассо (1874—1939) в Барселоне, названа им в честь своего сына Даниэля (уменьшительное — Данон). В 1929 году Даниэль Карассо перенёс семейный бизнес во Францию, а в 1942 году — в Нью-Йорк, где компания получила американизированное наименование Dannon Milk Products Inc. С 1947 года компания начала добавлять в йогурт клубничное варенье. После окончания Второй мировой войны Карассо вернулся во Францию, где возобновил производство йогурта, а в 1967 году объединил своё предприятие с другой молочной компанией, Gervais; американский филиал Dannon был поглощён компанией Beatrice Foods в 1959 году.
Второй основной предшественник группы Danone возник в 1966 году, когда производитель стеклянной тары La Verrerie Souchon-Neuvesel объединился с производителем листового стекла Glaces de Boussois, в результате образовалась компания Boussois Souchon-Neuvesel (BSN) с оборотом более 1 млрд франков. В 1970 году BSN купила завод минеральной воды Evian, а также две пивоваренные компании, Kronenbourg и Société européenne de brasserie. В 1973 году произошло слияние BSN и Gervais Danone, оборот объединённой группы BSN-Gervais Danone составлял 9 млрд франков. В конце 1970-х годов были поглощены 4 французские продовольственные компании, а в 1980 году было создано совместное предприятие в Японии с местной компанией Ajinomoto. В начале 1980-х годов были проданы предприятия по производству листового стекла, а в 1981 году у Beatrice Foods был выкуплен американский филиал Dannon.
В 1986 году BSN купила компанию Générale Biscuit, крупнейшего в Европе производителя печенья. В том же году в ФРГ был куплен завод минеральной воды Sonnen Basserman. Для расширения международного присутствия в 1988 году было куплено три компании: бельгийская Maes Group Breweries, британская H.P. Foods и американская Lea & Perrins. В 1989 году за 2,5 млрд долларов были куплены европейские операции американской группы RJR Nabisco, что сделало BSN вторым крупнейшим в мире производителем печенья. Также в 1989 году BSN, сделав несколько приобретений, стала крупнейшей продовольственной компанией Италии.
В начале 1990-х годов BSN начала осваивать рынки Восточной Европы, Латинской Америки, Азии и Южной Африки. Были куплены кондитерские фабрики Cokoladovny в Чехии и «Большевик» в России. В 1990 году были куплены азиатские операции RJR Nabisco, которые включали крупнейшего производителя печенья в Индии, заводы в Малайзии, Сингапуре, Гонконге и Новой Зеландии. В середине 1990-х годов было создано несколько совместных предприятий в КНР по производству молочной и кондитерской продукции.
В 1994 году BSN сменила название на Groupe Danone. В 1995 году оборот компании превысил 16 млрд долларов. В 1996 году Антуан Рибу (Antoine Riboud), возглавлявший BSN с 1966 года, ушёл в отставку, его сменил старший сын Франк Рибу (Franck Riboud). Также в 1996 году было создано совместное предприятие с The Coca-Cola Company по продаже соков под брендами Minute Maid и Danone в Европе и Латинской Америке.
В 2000 году пивоваренный бизнес был продан за 1,7 млрд фунтов стерлингов британской компании Scottish & Newcastle. Большинство предприятий по производству печенья были проданы в 2007 году компании Kraft Foods за 5,3 млрд евро. В том же году за 12,3 млрд евро был куплен нидерландский производитель детского и больничного питания Numico. В 2017 году была куплена американская компания WhiteWave, включая её европейский филиал Alpro; она специализировалась на заменителях молока на растительной основе; стоимость сделки составила 12,5 млрд долларов.

## Собственники и руководство
Акции компании котируются на бирже Euronext Paris. Крупнейшими акционерами по состоянию на начало 2024 года были Artisan Partners (7,02 %), Amundi Asset Management (2,70 %), Norges Bank Investment Management (1,86 %), Predica Prévoyance Dialogue du Crédit Agricole (1,55 %), фонд сотрудников группы Danone (1,54 %), Caisse des Dépôts et Consignations (1,40 %), Crédit Mutuel (1,20 %). Казначейские акции составляли 5,35 %.
- Жиль Шнепп (Gilles Schnepp, род. 16 октября 1958 года) — председатель совета директоров с марта 2021 года, до этого возглавлял компанию Legrand.
- Антуан Бернар де Сент-Африк (Antoine Bernard de Saint-Affrique, род. 26 декабря 1964 года) — генеральный директор (CEO) с сентября 2021 года; большая часть карьеры проходила в Unilever (с 1989 по 2015 год), затем возглавлял швейцарского производителя шоколада Barry Callebaut (с 2015 по 2021 год).

## Деятельность
Основные направления деятельности компании — молочные продукты, детское и медицинское питание, минеральная вода. Продукция выпускается под такими брендами, как Danone, Активиа, Actimel, Fantasia, Даниссимо, Evian, Badoit, Volvic, Raumplus, Nutricia, Alpro и др.
Подразделения по состоянию на 2022 год:
- Молочная и растительная продукция — йогурты и другая молочная продукция, сливки для кофе на растительной основе, готовый кофе с молоком, мороженое, десерты и сыры, 54 % выручки;
- Специализированное питание — смеси для детского и больничного питания, 30 % выручки;
- Вода — минеральная вода, витаминизированные и сокосодержащие напитки, 16 % выручки.

Основные регионы деятельности:
- Европа — Франция, Испания, Германия, Великобритания и другие страны Европы, включая Украину, 34 % выручки;
- Северная Америка — США и Канада, 24 % выручки;
- Китай, север Азии и Океания — КНР, Япония, Австралия и Новая Зеландия, 12 % выручки;
- другие регионы — Латинская Америка, СНГ, Африка, 32 % выручки.

Выручка за 2022 год составила 27,7 млрд евро. По доле в выручке основными рынками для компании были США (22 %), КНР (10 %), Франция (8 %), Россия (6 %), Индонезия (6 %), Великобритания (5 %), Мексика (5 %), Испания (4 %), Германия (3 %) и Бразилия (3 %).
Доля Danone по производству молочных продуктов на мировом рынке составляет 12 %.
Неосновная деятельность включает курортный комплекс Эвиан (Evian Resort) на берегу Женевского озера; комплекс состоит из трёх отелей, водолечебницы, казино, двух полей для гольфа, концертного зала и 11 ресторанов.

### Danone в России
14 августа 1992 года был открыт фирменный магазин Danone на Тверской улице в Москве, быстро ставший популярным. Магазин был закрыт в 2009 году из-за низкой рентабельности.
Промышленная площадка ЗАО «Данон Волга» в Тольятти совместно с АО «Тольяттимолоко» была введена в эксплуатацию в 1994 году и являлась первым заводом, построенным в России этой корпорацией.
18 июня 2010 было объявлено о слиянии молочного бизнеса Danone в России и российской молочной компании «Юнимилк». В результате должна быть создана объединённая компания, 57,5 % акций которой будет контролировать Danone, 42,5 % — акционеры «Юнимилка». В ходе подготовки сделки «Юнимилк» был оценён в 49 с лишним млрд руб. 26 октября 2010 года ФАС одобрила слияние «Данон» и «Юнимилк». В ноябре 2010 года слияние молочных бизнесов «Юнимилк» и Danone в России, на Украине, в Казахстане и Белоруссии было завершено.
Помимо этого, Danone (по состоянию на февраль 2008 года) принадлежало 18,36 % российской продовольственной компании «Вимм-Билль-Данн» (летом 2010 года в связи со слиянием с «Юнимилком» была достигнута договорённость о продаже этого пакета акций самой ВБД).
В 2013 году Danone изменила официальное название на «Группа компаний Danone в России». Объём инвестиций Danone с момента начала деятельности в России достиг $1,8 млрд.
Производственная база компании в России на 2014 год представлена 20 заводами. Продукция компании в России выпускается под такими торговыми марками как Danone, «Активиа», Actimel, «Простоквашино», Bio Баланс, «Растишка», «Тёма», Danissimo и др.
В 2014 году группа компаний Danone закрыла три завода в России: в Смоленске, Тольятти и Новосибирске. В начале 2016 года закрыты заводы в Томске и Чебоксарах. По словам компании, их закрытие связано с высоким уровнем износа производственных мощностей и низкой рентабельностью.
Danone прекратила импорт в Россию минеральной воды Evian и продукции растительного происхождения Alpro с 20 апреля 2022 года. В июле компания деконсолидировала свои подразделения молочных и растительных продуктов питания в России. Из-за этого около €200 млн были списаны с баланса компании. Неденежный эффект с учётом валютных курсов оценивается примерно в €500 млн.
В июле 2023 года по указу Президента РФ акции АО «Данон Россия», находящиеся в собственности Produits Laitiers Frais Est Europe и фирмы «Данон трейд», были переданы во временное управление Росимуществу, после чего генеральным директором АО «Данон Россия» был назначен Якуб Закриев — глава Министерства сельского хозяйства Чеченской республики и племянник Рамзана Кадырова.
13 марта 2024 года Владимир Путин отменил передачу долей Danone во временное управление Росимущества. Юристы связывают отмену с согласованием сделки по продаже компании подходящему покупателю, а также со стремлением избежать иска от компании в международный инвестиционный арбитраж. В феврале 2024 года Financial Times сообщал что Danone планирует продать свой бизнес в России компании «Вамин Татарстан». Продажа татарстанской компании была оформлена 17 мая 2024 года.

### Danone в Казахстане
Danone Berkut — первый завод фирмы Danone в Казахстане с производственной мощностью 24 тыс. тонн молочной продукции.
Danone Berkut оказывает поддержку казахстанским поставщикам. Компания сотрудничает с 2,3 тыс. поставщиками, 1,8 тыс. из них являются казахстанскими компаниями, включая десятки фермерских хозяйств.
Предприятие Danone экспортирует продукцию в Кыргызстан, Узбекистан, Таджикистан.
В 2013 году завод Danone Berkut освоил выпуск 58 наименований кисломолочной продукции под брендами «Активиа», «Растишка», Danone, «Простоквашино» и «Био-Баланс».